# 디럭스 페인트
디럭스 페인트(영어: Deluxe Paint, DPaint)는 일렉트로닉 아츠를 위해 댄 실바(Dan Silva)가 개발한 비트맵 그래픽스 편집기 시리즈이다. 오리지널 디럭스 페인트는 코모도어 아미가 1000을 대상으로 작성되었으며 1985년 11월에 출시되었다. 마침내 MS-DOS을 포함한 다른 플랫폼에도 이식되었다.

## 역사
디럭스 페인트는 프리즘(Prism)이라 불리는 사내 개발 도구로 시작되었다. 댄 실바가 프리즘에 기능을 추가하면서 1985년 아미가의 데뷔와 맞물려 쇼케이스 제품으로 개발되었다. 출시할 때 아미가 커뮤니티의 환영을 받았고 플랫폼의 데 팍토 그래픽스(이후에는 애니메이션) 편집기가 되었다.

## 버전

### 아미가
- 디럭스 페인트 I (1985)
- 디럭스 페인트 II (1986)
- 디럭스 페인트 III (1988)
- 디럭스 페인트 IV (1991)

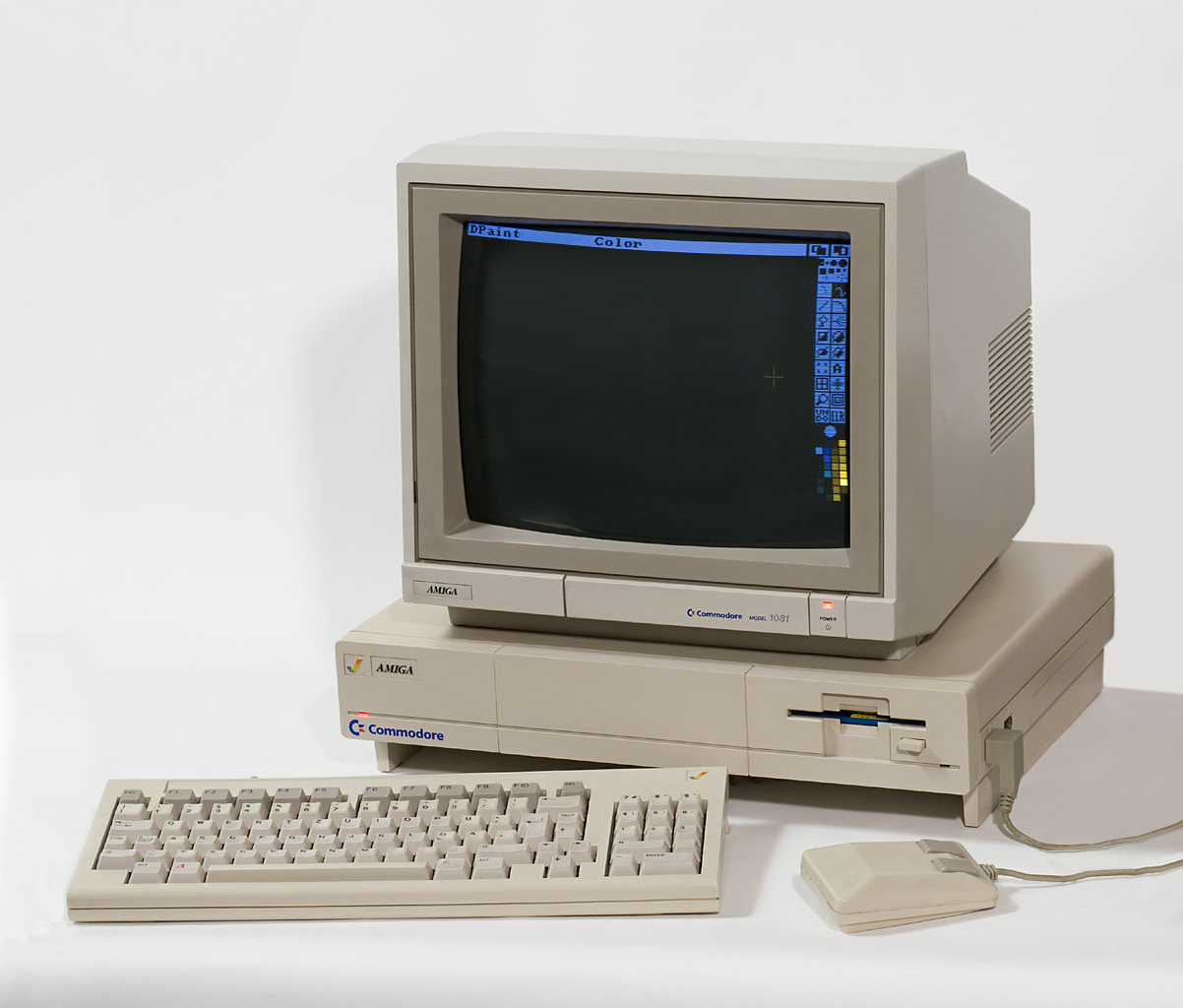
아미가 1000에서의 디럭스 페인트.

- 디럭스 페인트 4.5 AGA (1993)
- 디럭스 페인트 V (1995)[1]

### 애플 IIGS
- 디럭스 페인트 II (1987년 출시)[2]

### MS-DOS
- Deluxe Paint II for PC
- Deluxe Paint II Enhanced
- Deluxe Paint II Enhanced 2.0

### 아타리 ST
- 디럭스 페인트 ST